# Patricia Venegas
Patricia Venegas Paredes (San Fernando, 9 de abril de 1979) es una periodista, conductora de noticieros y panelista radial chilena.

## Vida y trayectoria profesional
Pasó su infancia en un ambiente rural, entre San Fernando y Chimbarongo.Desde niña se interesó por las comunicaciones.
En su adolescencia se trasladó a la ciudad de Valparaíso, donde entró a estudiar periodismo en la Pontificia Universidad Católica de Valparaíso.
Realizó su práctica profesional en el área de prensa de Televisión Nacional de Chile. Permaneció casi 20 años trabajando en la estación estatal, donde cubrió los frentes de Cancillería, Defensa, Educación e Internacional, los Mundiales de Sudáfrica 2010 y Brasil 2014, más los Juegos Olímpicos de Londres 2012. También formó parte del equipo de Informe Especial y fue conductora, entre 2016 y 2022, de la edición de la tarde de “Noticias 24”.
En abril de 2022 asumió, junto a Humberto Sichel, la conducción de CHV Noticias Tarde, el noticiero vespertino de Chilevisión.
En paralelo a su trabajo en televisión, ha sido panelista y conductora radial en las radios Concierto y Sonar.

### Vida personal
Desde 2017 está casada con el también periodista Anwar Farrán y tienen dos hijos juntos: Antonia y Arnau.